# Menominee County, Wisconsin
Menominee County är ett administrativt område i delstaten Wisconsin, USA, med 4 232 invånare. Den administrativa huvudorten (county seat) är Keshena.

## Geografi
Enligt United States Census Bureau har countyt en total area på 945 km². 927 km² av den arean är land och 18 km² är vatten.

### Angränsande countyn
- Oconto County, Wisconsin - öst
- Shawano County, Wisconsin - syd
- Langlade County, Wisconsin - nordväst